# Пайн-Гроув (округ Амадор, Каліфорнія)
Пайн-Гроув (англ. Pine Grove) — переписна місцевість (CDP) в США, в окрузі Амадор штату Каліфорнія. Населення — 2891 особа (2020).

## Географія
Пайн-Гроув розташований за координатами 38°24′27″ пн. ш. 120°39′38″ зх. д. / 38.40750° пн. ш. 120.66056° зх. д. (38.407384, -120.660605).  За даними Бюро перепису населення США в 2010 році переписна місцевість мала площу 18,05 км², уся площа — суходіл.

## Демографія
Згідно з переписом 2010 року, у переписній місцевості мешкало 2219 осіб у 984 домогосподарствах у складі 667 родин. Густота населення становила 123 особи/км².  Було 1140 помешкань (63/км²).
Расовий склад населення:
| - 91,3 % — білих - 1,6 % — корінних американців - 0,4 % — чорних або афроамериканців - 0,4 % — азіатів - 0,3 % — вихідців з тихоокеанських островів - 2,2 % — осіб інших рас |

До двох чи більше рас належало 3,7 %. Частка іспаномовних становила 9,1 % від усіх жителів.
За віковим діапазоном населення розподілялося таким чином: 16,4 % — особи молодші 18 років, 58,8 % — особи у віці 18—64 років, 24,8 % — особи у віці 65 років та старші. Медіана віку мешканця становила 52,7 року. На 100 осіб жіночої статі у переписній місцевості припадало 99,2 чоловіків;  на 100 жінок у віці від 18 років та старших — 97,7 чоловіків також старших 18 років.
Середній дохід на одне домашнє господарство  становив 58 900 доларів США (медіана — 59 375), а середній дохід на одну сім'ю — 68 354 долари (медіана — 69 750). За межею бідності перебувало 13,1 % осіб, у тому числі 35,4 % дітей у віці до 18 років та 7,2 % осіб у віці 65 років та старших.
Цивільне працевлаштоване населення становило 653 особи. Основні галузі зайнятості: мистецтво, розваги та відпочинок — 28,6 %, освіта, охорона здоров'я та соціальна допомога — 28,2 %, роздрібна торгівля — 15,2 %, публічна адміністрація — 10,4 %.